# Sant Jaume de Rossells
Sant Jaume de Rossells és una església de Pinell de Solsonès (Solsonès) inclosa a l'Inventari del Patrimoni Arquitectònic de Catalunya.

## Descripció
Església d'una nau i absis rodó. La nau està coberta amb volta de canó la part tocant a l'absis, i els 4,40 metres propers a l'entrada estan coberts a dos vessants. L'interior està enguixat i pintat.

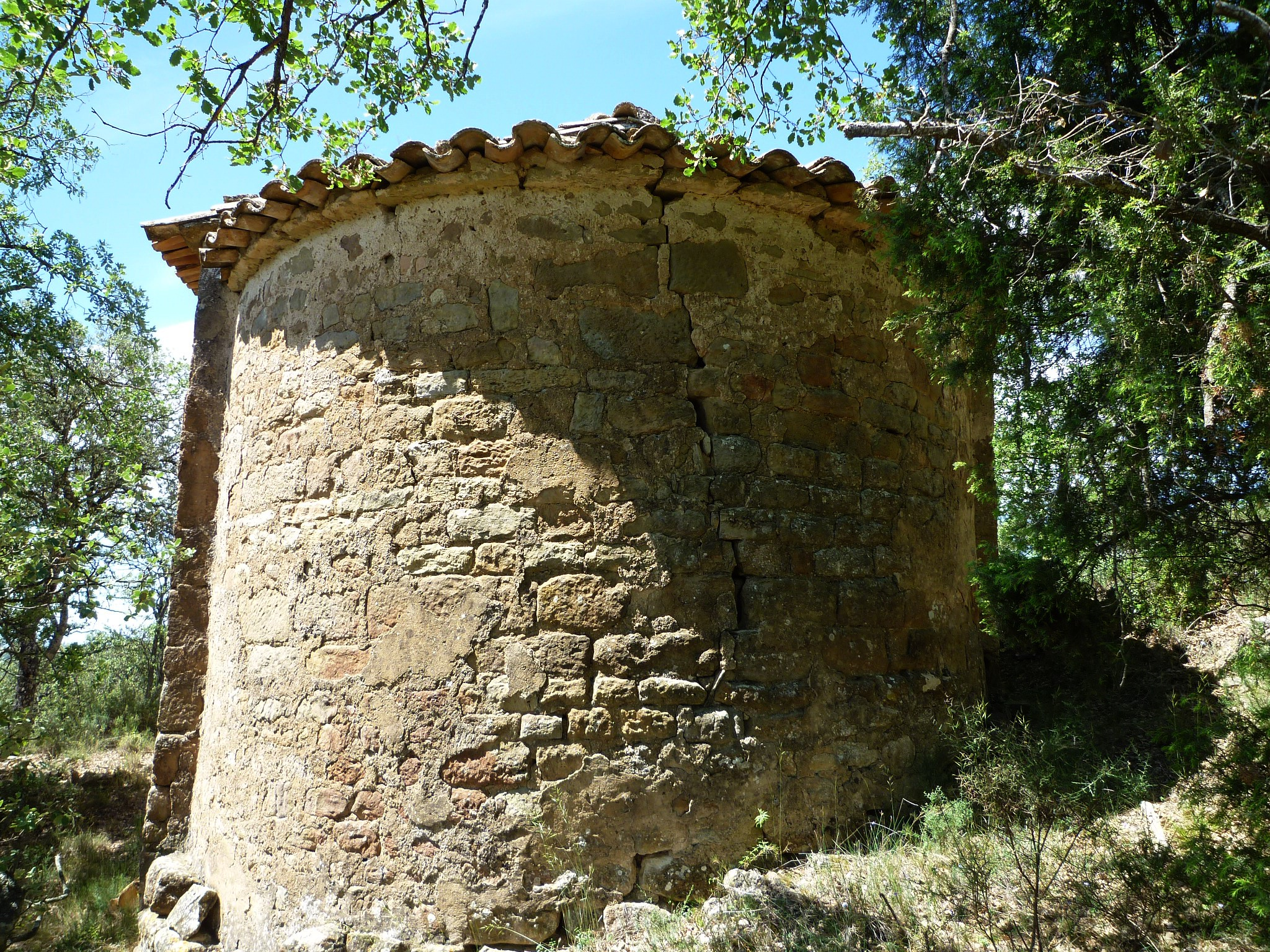
Absis

El parament és de grans pedres rústiques amb fileres. El frontis romànic ha desaparegut, i la porta actual imita una porta romànica adovellada. A la cantonada de la façana hi ha la inscripció: "Pau Rosells 1866".

## Història
No es té cap notícia històrica dels orígens de l'edifici. Les parts d'època romànica són molt escasses a causa de les reformes que sofrí l'any 1761. La part frontal de l'edifici, fins a mitja nau, va ser afegida l'any 1866.